# Ebba Pettersson (rösträttskvinna)
Ebba Pettersson, född Thulstrup 17 juli 1872 i Solna församling, död 25 december 1959 i Stockholm, var en svensk rösträttskvinna. Hon var ordförande för Föreningen för kvinnans politiska rösträtt i Södertälje.

## Biografi
Ebba Pettersson föddes på Karlbergs slott, som dotter till överste Henning Thulstrup och hans fru Agnes, född Fleetwood. Henning Thulstrup, hennes far, var lärare vid Krigsskolan, blev sedermera dess chef och till sist överste och chef för Södermanlands regemente.
Under sina tidiga år fördjupade sig Ebba Pettersson i språkstudier i England. Därefter arbetade hon som privatlärarinna i Stockholm, där hon bland annat undervisade den tio år äldre Oscar Levertin i engelska. Efter sitt giftermål fortsatte hon sitt pedagogiska arbete i Södertälje, där hon under flera år var lärarinna vid Arbetarinstitutet.
Utöver sina pedagogiska strävanden var Pettersson djupt engagerad i sociala frågor. Hon tjänstgjorde som styrelseledamot för Södertäljes blindförening, där hon gjorde betydande insatser. Dessutom var hon en av grundarna till Föreningen för kvinnans politiska rösträtt i Södertälje och var dess ordförande under de första åren.
År 1957 blev Ebba Pettersson änka, efter bortgången av sin make, Jakob Pettersson, som hade tjänat som borgmästare i Södertälje och senare som statsråd. Paret hade fyra barn.
Pettersson avled på juldagen 1959 på ett sjukhem i Stockholm vid en ålder av 87 år.